# Баранівка (Шосткинський район)
Барані́вка — село в Україні, у Есманьській селищній громаді Шосткинського району Сумської області. За переписом населення 2001 року, у селі мешкало 77 осіб, проте станом на 2018 — 1 особа. на 2025 - 0 людей До 2020 орган місцевого самоврядування — Фотовизька сільська рада.

## Географія
Село Баранівка розташоване на відстані 2 км від правого берегу річки Муравейня. За 1.5 км розташоване село Муравейня.
За 1.5 км на схід від села проходить кордон із Російською Федерацією.
По селу тече струмок, що пересихає із загатою.

## Флора і фауна
Баранівка — село розташоване в північній частині країни, в зоні мішаних лісів, що впливає на флору і фауну цього регіону.

### Флора
Оскільки село розташоване в північноукраїнському лісостепу, його флора складається з типової рослинності цієї зони:
- Ліси: Переважають хвойні й листяні дерева, такі як сосна, дуб, береза, клен.
- Луки: У селі можна зустріти різноманітні трав'янисті рослини — осоку, конюшину, ромашку, звіробій.
- Річкові та болотні рослини: Уздовж річок і боліт, характерних для цього регіону, ростуть очерет, рогіз, верба та вільха.

### Фауна
Фауна регіону також відповідає лісостеповій зоні:
- Ссавці: У селі можна зустріти кабана, лисицю, зайця, козулю та білку.
- Птахи: Серед поширених видів птахів зустрічаються лелеки, соколи, сови, жайворонки.
- Риби: У річках, що протікають поблизу, водяться короп, щука, лин та окунь.
- Комахи: У лісах і лугах багато різноманітних видів метеликів, бджіл і жуків.

Близькість до лісових масивів і водойм сприяє різноманітності флори і фауни Баранівки.

## Історія
Згадується з 1691 як село (також називалося Зябловка) з каплицею Флора і Лавра (з 1694 — церква; не збереглася), у складі Чемлизького стану Комарицької волості; колишнє палацове володіння. 1875 відкрита церковно-приходська школа. До початку XX століття були розвинені ремесла (виробництво возів, дерев'яних коліс та ін.)
З 1917 — у складі УНР, з квітня 1918 — у складі Української Держави Гетьмана Павла Скоропадського.
У 1919 Баранівку незаконно передано до складу Севського повіту Орловської губернії РСФСР. З 1921 тут панує стабільний окупаційний режим комуністів, якому чинили опір місцеві мешканці.
До 1926 року входила до Севського повіту (з 1861 — у складі Хінельської, Лемяшовської волості) Орловської губернії РСФСР. 
19 квітня 1926 передана зі складу Севського повіту Орловської губернії РСФСР до складу Української ССР. З 1938 у складі Сумської області. 1941 село окуповане нацистами. Звільнене 1943 року. 
З 1991 у складі Держави Україна. 
Поблизу села знайдено поселення епохи неоліту.
12 червня 2020 року, відповідно до розпорядження Кабінету Міністрів України № 723-р «Про визначення адміністративних центрів та затвердження територій територіальних громад Сумської області», село увійшло до складу Есманьської селищної громади.
19 липня 2020 року, в результаті адміністративно-територіальної реформи та ліквідації Глухівського району, село увійшло до складу новоутвореного Шосткинського району.

## Населення

### Мова
Розподіл населення за рідною мовою за даними перепису 2001 року:
| Мова       | Кількість | Відсоток |
| ---------- | --------- | -------- |
| російська  | 74        | 96.1%    |
| українська | 3         | 3.9%     |
| Усього     | 77        | 100%     |